# Meliphagidae
Los melifágidos (Meliphagidae), conocidos comúnmente como mieleros, son una familia de aves paseriformes propias de Oceanía y la Wallacea, aunque una de sus especies (Lichmera limbata) traspasa la línea de Wallace, viviendo en Bali. La mayoría de sus miembros habita en Australia y Nueva Guinea, aunque también se extienden por el resto de la Melanesia, Nueva Zelanda y otras islas del Océano Pacífico, llegando hasta Hawái.

## Géneros

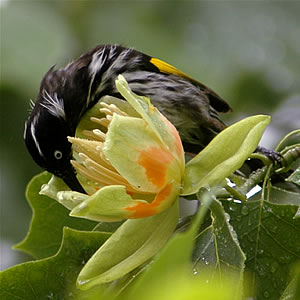
Phylidonyris novaehollandiae.

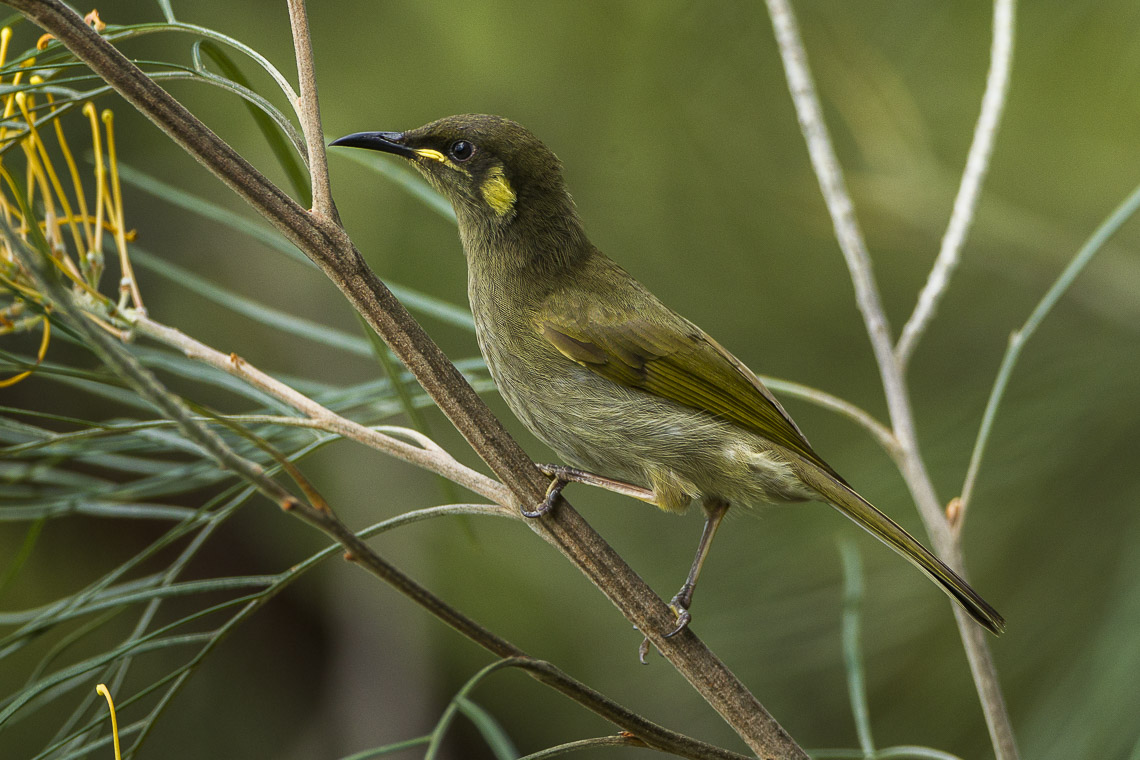
Meliphaga notata.

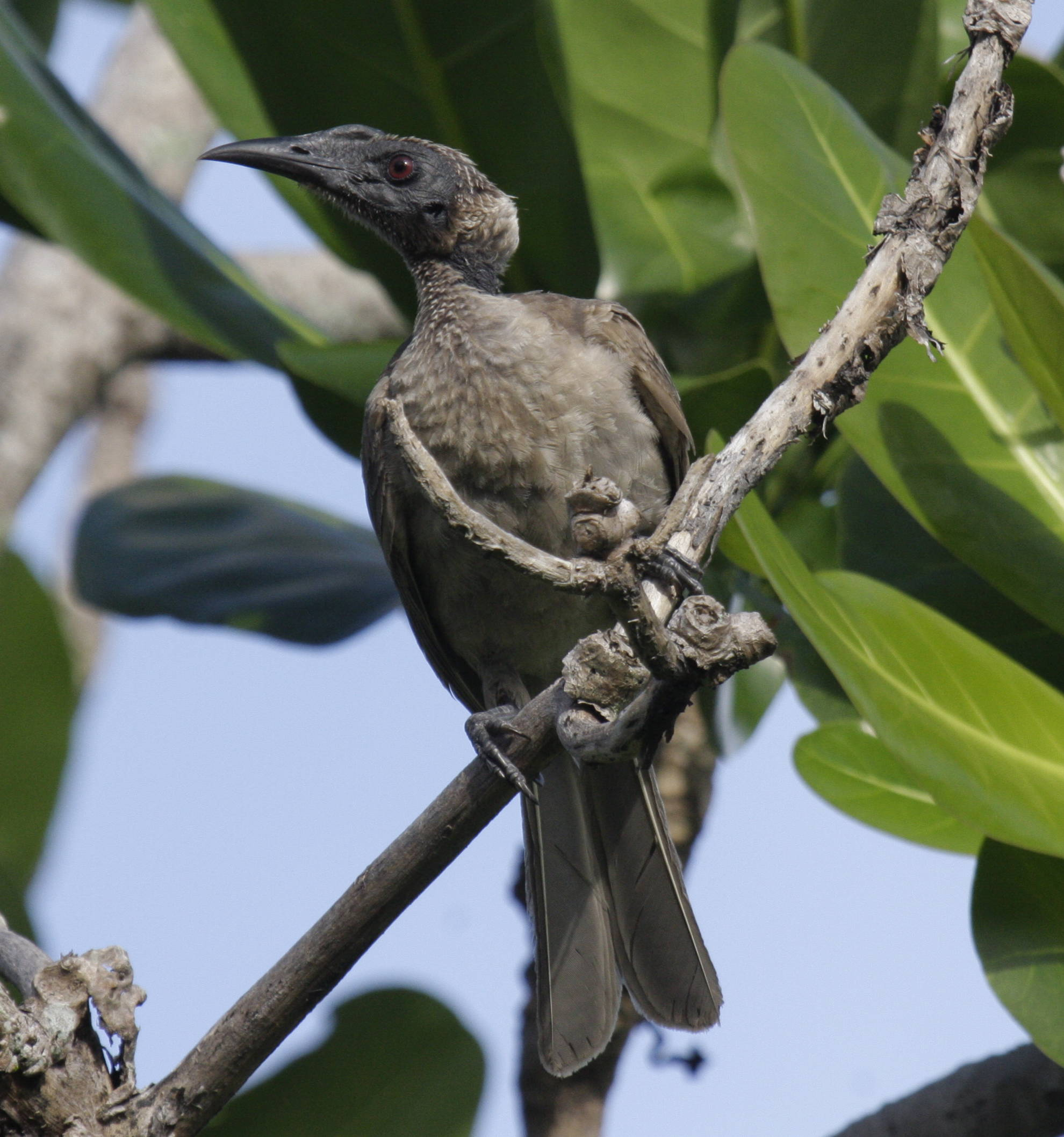
Philemon yorki.

La familia contiene 188 especies distribuidas en 50 géneros:
- Acanthagenys
- Acanthorhynchus
- Anthochaera
- Anthornis
- Ashbyia
- Bolemoreus
- Caligavis
- Certhionyx
- Cissomela
- Conopophila
- Entomyzon
- Epthianura
- Foulehaio
- Gavicalis
- Gliciphila
- Glycifohia
- Glycichaera
- Grantiella
- Guadalcanaria
- Lichenostomus
- Lichmera
- Macgregoria
- Manorina
- Meliarchus
- Melidectes
- Melilestes
- Meliphaga
- Melipotes
- Melithreptus
- Melitograis
- Myza
- Myzomela
- Nesoptilotis
- Oreornis
- Philemon
- Phylidonyris
- Plectorhyncha
- Prosthemadera
- Ptiloprora
- Ptilotula
- Purnella
- Pycnopygius
- Ramsayornis
- Stomiopera
- Stresemannia
- Sugomel
- Timeliopsis
- Trichodere
- Xanthotis